# Anthrobia coylei
Anthrobia coylei är en spindelart som beskrevs av Miller 2005. Anthrobia coylei ingår i släktet Anthrobia och familjen täckvävarspindlar. Inga underarter finns listade i Catalogue of Life.